# Université centrale de Madrid
Pour les articles homonymes, voir Université centrale et Université de Madrid (homonymie).

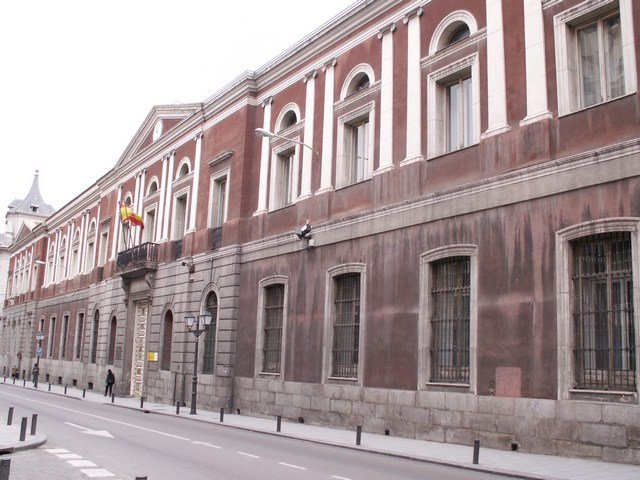
Bâtiments de l’ancienne université centrale de Madrid et de l'institut Cardinal-Cisneros, situés du 7 au 48 rue de San Bernardo. Ils furent construits en deux phases : 1842-1844 puis 1847.

L'université centrale (Universidad Central) est le nom donné à l'université de Madrid à la suite de la fermeture de celle d'Alcalá de Henares. Un décret royal de la régente Marie-Christine du 29 octobre 1836 ordonna le début du transfert des études vers Madrid. L'université de la capitale fut dans un premier temps nommée université littéraire (Universidad Literaria), puis prit en 1851 le nom d'université centrale.

## Histoire
La création de l'université centrale trouvait ses origines dans la conception rénovatrice libérale, qui prétendait mettre fin à l'enseignement universitaire traditionnel de l'Ancien Régime. 
À partir de la promulgation de la Loi Moyano en 1857, l'université centrale fut la seule d'Espagne habilitée à décerner le titre de docteur, jusqu'à ce qu'en 1954 ce privilège fût concédé à l'université de Salamanque, à l'occasion de la célébration des 700 ans de sa fondation, puis enfin à l'ensemble des universités d'Espagne.
En 1973, diverses écoles de l'université centrale spécialisées en ingénierie, ainsi que d'autres liées à l'architecture et à la défense nationale s'unirent pour former l'université polytechnique de Madrid.
Ayant trouvé ses origines dans le démantèlement de l'université historique d'Alcalá, elle fut officieusement nommée université complutense de Madrid durant le franquisme, dénomination qui devint officielle en 1968 à la suite de la fondation de l'université autonome de Madrid.

## Personnalités liées à l'université

### Professeurs
- José de Echegaray (1832-1916), mathématicien.
- Juan Ortega Rubio (1845–1921), historien.
- Rafael Altamira (1866-1951), historien.

### Étudiants
- Concepción Arenal (1820-1893), journaliste et femme de lettres
- Emilio Castelar y Ripoll (1832-1899), ancien président de la République[Selon qui ?]
- José Echegaray y Eguizaguirre (1832-1916)
- Nicolás Salmerón y Alonso (1838-1908), ancien président de la République[Selon qui ?]
- Francisco Giner de los Ríos (1839-1915)
- Santiago Ramón y Cajal (1852-1934), neurobiologiste, lauréat du prix Nobel de médecine
- José Rodríguez Carracido (es) (1856-1928)
- José Rizal (1861-1896), héros national philippin
- Ramón Menéndez Pidal (1869-1968), historien
- Julián Besteiro Fernández (1870-1940)
- Florestán Aguilar (1872-1934)
- Blas Cabrera (1878-1945)
- Fernando de los Ríos Urruti (1879-1949)
- Enrique Moles (1883-1953)
- José Ortega y Gasset (1883-1955), écrivain
- Américo Castro Quesada (1885-1972)
- Gregorio Marañón y Posadillo (1887-1960)
- Julio Rey Pastor (1888-1962)
- Clara Campoamor (1888-1972)
- Juan Negrín López (1892-1956), ancien président du Conseil
- Claudio Sánchez-Albornoz (1893-1984), historien
- Miguel Catalán Sañudo (1894-1957)
- Victoria Kent Siano (1898-1987), femme politique
- Dámaso Alonso y Fernández de las Redondas (1898-1990)
- Carlos Jiménez Díaz (1898-1967)
- Xavier Zubiri Apalategui (1898-1983)
- Ignacio Ribas Marqués (1901-1996), chimiste
- María Zambrano (1904-1991)
- Severo Ochoa (1905-1993), scientifique, lauréat du prix Nobel de médecine
- Emilio García Gómez (1905-1995)
- Jose Luis López Aranguren (1909-1996)
- Margarita Ucelay (1916-2014) spécialiste de l'œuvre de Federico García Lorca.
- Enrique Tierno Galván (1918-1986)
- Adolfo Suárez (1932), ancien président du gouvernement
- Mario Vargas Llosa (1936), écrivain péruvien
- Javier Solana (1942), ancien ministre